# Antonio Melfi
Antonio Melfi (Amendolara, 21 luglio 1948) è un politico italiano.
Residente a Roma, laureato in Lingue e Letterature straniere moderne e in Giurisprudenza presso l'Università degli studi di Bari, svolge la "professione" di politico presso l'UDC, dopo aver abbandonato nel 2008 il ruolo di insegnante di inglese.
Segretario provinciale prima, ed in seguito regionale, dello SNALS, ha ricoperto la carica di presidente dell'IRRSAE di Basilicata. È stato componente del Comitato provinciale della Democrazia Cristiana di Matera, poi membro della direzione regionale del partito. Dal 1985 al 1990 è consigliere ed assessore dell'Amministrazione provinciale di Matera e sindaco del comune di Tricarico dal '95 al ‘00.
Eletto Consigliere Regionale di Basilicata nel 2000, è stato per l'intera legislatura Presidente del gruppo consiliare UDC, vicepresidente della I Commissione Consiliare Permanente (Affari Costituzionali), componente della II CCP (Bilancio e Programmazione), della III CCP (Attività produttive e territorio) e della IV CCP (Politica sociale) oltre che della Commissione Speciale per le Riforme Istituzionali. Da giugno 2001 a novembre 2002 è stato Segretario dell'Ufficio di Presidenza del Consiglio.